# Count Basie
William James (Count) Basie (Red Bank, 21 augustus 1904 – Hollywood, 26 april 1984) was een Amerikaanse jazzpianist, organist, bigbandleider en zelfbenoemd "Count of Jazz". Tot zijn bekendste nummers horen One O'Clock Jump and Jumpin' at the Woodside.
Een aantal jaren toerde Bill Basie in het vaudevillecircuit als solist en begeleider van blueszangers. In 1928 speelde hij bij de Blue Devils van Walter Page om vervolgens pianist te worden bij de Bennie Moten Band in Kansas City, Missouri. Na Motens dood in 1935 werd Basie bandleider en begon hij zich "Count Basie" te noemen. Met het nummer One O'Clock Jump werd hij nationaal beroemd. Tegen het einde van 1936 verhuisde hij met de band naar New York, waar het Count Basie Orchestra tot 1950 bleef. Het einde van de populariteit van de big band kwam in zicht, maar Basie vormde in 1952 desalniettemin een zestienkoppig orkest en bleef dat tot zijn dood leiden. Met dit orkest begeleidde hij onder anderen Frank Sinatra op het livealbum "Sinatra at the Sands" uit 1966, waar Basie zelf piano speelde en Quincy Jones dirigeerde. Basie bleef trouw aan de Kansas City-jazzstijl en was van belang bij het levend houden van jazz met zijn eigen manier van pianospelen. Aan het eind van zijn leven was Basie aan de rolstoel gekluisterd, maar hij bleef optreden. Count Basie overleed in 1984 op 79-jarige leeftijd.
In Nederland was hij buiten de jazzliefhebbers bekend door het nummer "Splanky", dat als eindtune van het tv-actualiteitenprogramma Brandpunt werd gebruikt.

## Prijzen/onderscheidingen

### Grammy Awards
| Jaar | Categorie                                         | Titel                                         | Genre | Resultaat |
| ---- | ------------------------------------------------- | --------------------------------------------- | ----- | --------- |
| 1958 | Best Jazz Performance Group                       | Basie                                         | Jazz  | Gewonnen  |
| 1958 | Best Performance by a Dance Band                  | Basie                                         | Pop   | Gewonnen  |
| 1960 | Best Performance by a Band For Dancing            | Dance With Basie                              | Pop   | Gewonnen  |
| 1963 | Best Performance by an Orchestra – For Dancing    | This Time By Basie! Hits of the 50's And 60's | Pop   | Gewonnen  |
| 1976 | Best Jazz Performance by a Soloist (Instrumental) | Basie And Zoot                                | Jazz  | Gewonnen  |
| 1977 | Best Jazz Performance by a Big Band               | Prime Time                                    | Jazz  | Gewonnen  |
| 1980 | Best Jazz Instrumental Performance, Big Band      | On The Road                                   | Jazz  | Gewonnen  |
| 1982 | Best Jazz Instrumental Performance, Big Band      | Warm Breeze                                   | Jazz  | Gewonnen  |
| 1984 | Best Jazz Instrumental Performance, Big Band      | 88 Basie Street                               | Jazz  | Gewonnen  |